# اگینر
اگینر (به لاتین: Egginer) یک کوه در سوئیس است که در کانتون وله واقع شده‌است. اگینر ۳٬۳۶۷ متر بالاتر از سطح دریا واقع شده‌است.